# Jätteguldmullvadar
Jätteguldmullvadar (Chrysospalax) är ett släkte i familjen guldmullvadar med två arter som förekommer i södra Afrika.
Arterna är:
- Chrysospalax trevelyani lever i sydöstra Sydafrika, den listas av IUCN som starkt hotad (EN).
- Chrysospalax villosus hittas i flera från varandra skilda områden i östra Sydafrika och Lesotho, den listas som sårbar (VU).

## Utseende
Arterna liknar liksom andra guldmullvadar de eurasiska mullvadarna men det finns inget nära släktskap mellan djurgrupperna. Med en längd av 13 till 24 cm är de störst i sin familj. Vikten för Chrysospalax villosus ligger vid 110 till 140 gram, vad som ungefär motsvarar vikten för andra guldmullvadar. Chrysospalax trevelyani kan däremot bli upp till 540 gram tung. Släktet skiljer sig från andra guldmullvadar förutom storleken i detaljer av skallens konstruktion. Pälsen är oftast rödbrun eller mörkbrun och glänsande. Dessutom har Chrysospalax trevelyani förstorade klor vid andra och tredje tån av framtassen samt en förstorad klo vid fjärde tån av bakfoten.

## Ekologi
Chrysospalax villosus föredrar savanner som habitat och Chrysospalax trevelyani hittas vanligen i skogar. De lever i underjordiska tunnelsystem som antingen grävs själv eller som övertas av mullvadsgnagare från släktet Cryptomys eller av strandgrävare (Bathyergus).
Simförmåga och aktivitetstider är inte enhetlig mellan de olika individerna (eller arterna). Enligt en studie äter de främst maskar och insekter men även här finns motstridande uppgifter. Vissa individer höll vinterdvala eller föll i ett stelt tillstånd (torpor). När de hämtar sin föda från jordbruksmark betraktas de av bönder som skadedjur.
Arterna hotas av habitatförstörelse när skogar och savanner ombildas till jordbruksmark eller samhällen.